# Phạm Xuân Thệ
Phạm Xuân Thệ (sinh năm 1947) là một sĩ quan cấp cao trong Quân đội nhân dân Việt Nam, hàm Trung tướng, nguyên Tư lệnh Quân đoàn 2 (1995-2000), Tư lệnh Quân khu 1 (2002-2007). Ông là một trong những người đã dẫn độ tổng thống Dương Văn Minh từ Dinh Độc Lập đến Đài phát thanh Sài Gòn để tuyên bố đầu hàng vô điều kiện vào ngày 30 tháng 4 năm 1975.
Tuy nhiên, có những quan điểm và bằng chứng cho rằng đại tá Bùi Văn Tùng (Khi đó là Trung tá Chính ủy Lữ đoàn 203) mới là người tuyên bố tại Dinh Độc Lập là nội các Dương Văn Minh phải đầu hàng vô điều kiện, dẫn độ tướng Minh sang Đài Phát thanh và thảo lời tuyên bố đầu hàng để Dương Văn Minh đọc vào máy ghi âm rồi cho phát trên đài phát thanh.

## Thân thế và sự nghiệp
Ông sinh năm 1947 tại Khả Phong, Kim Bảng, Hà Nam. Ông nhập ngũ tháng 8 năm 1967.
Tháng 8 năm 1974, ông được bổ nhiệm giữ chức Trung đoàn phó 66, Sư đoàn 304, Quân đoàn 2
Năm 1976 đến năm 1977, tốt nghiệp Học viện Quân sự Chính trị tại Đà Lạt.
Năm 1980, ông được cử đi học tại Liên Xô (cũ).
Năm 1991, bổ nhiệm giữ chức Sư đoàn trưởng Sư đoàn 304, Quân đoàn 2.
Năm 1995, bổ nhiệm giữ chức Tư lệnh Quân đoàn 2.
Năm 2000, bổ nhiệm giữ chức Phó Tư lệnh kiêm Tham mưu trưởng Quân khu 1.
Năm 2002, bổ nhiệm giữ chức Tư lệnh Quân khu 1.
Tháng 1 năm 2008, ông nghỉ hưu.

## Lịch sử thụ phong quân hàm
| Năm thụ phong | 1969     | 1972      | 1974   | 1977     | 1981     | 1985      | 1989   | 1995        | 2002        |
| ------------- | -------- | --------- | ------ | -------- | -------- | --------- | ------ | ----------- | ----------- |
| Quân hàm      |          |           |        |          |          |           |        |             |             |
| Cấp bậc       | Trung úy | Thượng úy | Đại úy | Thiếu tá | Trung tá | Thượng tá | Đại tá | Thiếu tướng | Trung tướng |

## Khen thưởng
- Huân chương Chiến công Giải phóng hạng 3[9]
- Huân chương Chiến công Giải phóng hạng nhất[9]
- Huy chương Quân kỳ Quyết thắng[9]
- Anh hùng lực lượng vũ trang nhân dân thời kỳ chống Mỹ cứu nước (2011)[9]